# Willy Hartner
Willy Hartner (* 22. Januar 1905 in Ennigerloh; † 16. Mai 1981 in Bad Homburg vor der Höhe) war ein deutscher Naturwissenschaftshistoriker.
Hartner studierte nach dem Abitur in Bad Homburg an der Johann Wolfgang Goethe-Universität Frankfurt am Main Chemie (mit Diplom-Abschluss) und anschließend Astronomie und er wurde 1928 bei Martin Brendel in Himmelsmechanik promoviert (Die Störungen der Planeten in Gyldénschen Koordinaten als Funktionen der mittleren Länge). Sein Hauptforschungsgebiet wurde die Geschichte der Naturwissenschaften. Er war sehr sprachbegabt und lernte für seine Arbeit auch arabisch und chinesisch. Ab 1931 war er auch Lektor für nordische Sprachen an der Universität. Zu den Einflüssen in Frankfurt zählte unter anderem das mathematikhistorische Seminar um Max Dehn (dem er 1938 nach den Judenverfolgungen der Reichskristallnacht Unterschlupf gewährte), Paul Epstein, Ernst Hellinger und Carl Ludwig Siegel und der Völkerkundler Leo Frobenius. 1935 war er Gastprofessor für Wissenschaftsgeschichte an der Harvard University bei George Sarton, wo er viele internationale Kontakte knüpfte. Er kehrte nach Deutschland zurück, war aus Gesundheitsgründen vom Wehrdienst befreit und habilitierte sich während des Zweiten Weltkriegs in Frankfurt. 1943 gelang ihm in Frankfurt die Gründung eines Instituts für die Geschichte der Naturwissenschaften, das später der Fakultät für Physik eingegliedert wurde. Aufgrund seiner bekannten Gegnerschaft zu den Nationalsozialisten wurde er von den US-Amerikanern als wichtiger Verbindungsmann zum Neuaufbau der Universität herangezogen, wobei er mit Edward Hartshorne zusammenarbeitete. 1946 wurde er ordentlicher Professor für Wissenschaftsgeschichte. Von 1959 bis 1960 war Hartner Rektor der Universität in Frankfurt. Er war in den 1960er Jahren mehrfach Gastprofessor in Harvard.
Nach seiner Dissertation führte er umfangreiche Rechnungen im Auftrag der Notgemeinschaft der deutschen Wissenschaft aus, um die Beiträge zur  Periheldrehung des Merkur aus der klassischen Himmelsmechanik zu berechnen (sie war damals eine der wenigen experimentell überprüfbaren Vorhersagen der Allgemeinen Relativitätstheorie von Albert Einstein), was aber auch wegen der politischen Ereignisse um 1933 nicht zu Ende geführt werden konnte. Aus seinem Kontakt mit dem Sinologen Richard Wilhelm befasste er sich mit Astronomie im alten China und fand, dass die übliche in der chinesischen Tradition gegebene Datierung der Finsternisse im I Ging falsch war und auf einem Rückrechnungsfehler basierte. In Harvard befasste er sich mit der Geschichte der Mondknoten und mit dem Astrolabium.
Später befasste er sich mit Zahlsystemen bei Naturvölkern und verfasste mit dem Mineralogen Julius Ruska einen Katalog der arabischen Manuskripte zur Geschichte der Naturwissenschaft. Er befasste sich mit der Rekonstruktion astronomischen Wissens aus astrologischen Manuskripten, der Tradierung astronomischen Wissens von der Antike über den Islam zurück in den Westen, verfasste Beiträge über arabische Wissenschaftsgeschichte in der Encyclopaedia of Islam und schrieb unter anderem über die Goldhörner von Gallehus.
An seinem Institut wirkte unter anderem die ursprüngliche Völkerkundlerin Hertha von Dechend als Sekretärin, Bibliothekarin und Assistentin.
1971 wurde Hartner mit der George-Sarton-Medaille ausgezeichnet. 1971 bis 1978 war er Präsident der Academie International d’Histoire des Sciences. 1968 erhielt er die Hegel Medaille der Sowjetischen Akademie der Wissenschaften. Er war Mitglied der Royal Astronomical Society (1935) und 1965 deren Associate, der spanischen Academia Real de buenas letras, der Accademia dei Lincei (1975), der toskanischen Akademie für Wissenschaft und Literatur und der königlich dänischen Akademie der Wissenschaften (1980). Er war Ritter der Ehrenlegion (1975).
Er war seit 1937 mit der Norwegerin Else Eckhoff verheiratet.

## Veröffentlichungen (Auswahl)
- Notes on Picatrix. In: Oriens – Occidens. Ausgewählte Schriften zur Wissenschafts- und Kulturgeschichte. Festschrift zum 60. Geburtstag. Hildesheim 1968 (= Collectanea. Band 3), S. 287–311.
- Die Goldhörner von Gallehus. F. Steiner, Wiesbaden 1969.